# Jumadi Abdi
Jumadi Abdi (Balikpapan, 14 de março de 1983 - Bontang, 15 de março de 2009) foi um futebolista indonésio, que atuava como meio-campista.
Em sua carreira, defendeu Persiba Balikpapan, Pelita Krakatau Steel (atual Madura United), Persikota Tangerang e PKT Bontang.
Com a Seleção Indonésia, jogou pelo time Sub-23.

## Morte
Durante a partida entre o PKT Bontang e o Persela Lamongan, em 7 de março de 2009, Abdi levou um pisão de Deny Tarkas, jogador do Persela, e foi levado ao hospital com lesões no estômago, além de ter passado por uma cirurgia no intestino. Veio a falecer em 15 de março, um dia após completar 26 anos de idade. Antes de sua morte, planejava se casar com Robiyatul Adawiyah, sua ex-colega de classe, em abril do mesmo ano.